# ОШ „Јован Дучић” Ламовита
ОШ „Јован Дучић” је једна од основних школа на подручју Града Приједор. Налази се у мјесту Ламовита на адреси Ламовита бб. Име је добила по Јовану Дучићу српском и југословенском књижевнику, дипломати и академик.

## Историјат
Народна основна школа у Горњој Ламовитој почела је да ради 1912. године. У првој години рада имала је 88 ученика, у два одјељења, и два учитеља. За вријеме Другог свјетског рата школа је престала да ради, а уочи Козарске офанзиве 1942. школска зграда је спаљена. У марту 1945. Поново је организована настава за 121 ученика са подручја селâ Бабићи, Јањићи, Ламовита, Нишевићи и Омарска. Радила је као четворогодишња подручна школа у саставу ОШ „Бране Прокопић“,
Омарска. Нова школска зграда изграђена је 1950. године. Основна школа добила је назив „Нела Бојанић“ 1962. године. Школске 1970/1971. постала је осмогодишња централна школа, под називом „Прва крајишка бригада“. Нова школска зграда подигнута је 1976. године. Тада су јој припојене подручне четворогодишње школе у селима: Доња Бистрица (основана 1954), Горња Бистрица (1959) и Бабићи (1976). Дотад су Доња и Горња Бистрица припадале школи из Омарске, а Бабићи су били у саставу школе у Козарцу. Године 1976. школа је имала 817 ученика. Од
1980. број ученика се стално смањивао. Школске 1991/1992. наставу је похађало 480 ученика, а годину дана касније – 291. Фебруара 1993. школа је добила садашњи назив. Због све мањег броја ученика, школа из Горње Бистрице угашена је 1999. године. Школа „Јован Дучић“ је 2007/2008. имала 294 ученика, а у њеном саставу радиле су петогодишње школе у Бабићима и Доњој Бистрици. Године
2022/2023. у школи је било 165 ученика и 46 радника. Централна школа има спортску дворану, уређенe спортске терене и школску кухињу. Од 2006. излази ђачки лист „Школарац“. Школа сарађује са ОШ „Бранислав Нушић“ из Смедерева.